# Joshua Humphreys
Joshua Humphreys, né le 17 juin 1751 à Haverford Township, en Pennsylvanie, et décédé dans la même ville le 12 janvier 1838, est un architecte naval américain. Il est le fils de Joshua Humphry et de Sarah Williams, petit-fils d'Hannah Wynne (elle-même sœur du Dr Thomas Wynne). Il est également le neveu de Charles Humphreys. Il habitait la résidence de Pont Reading.

## Biographie
Pendant son enfance, Humphreys apprend le métier d’architecte de marine à Philadelphie. Durant la guerre d’indépendance, il participe activement à l'élaboration de la frégate Randolph ainsi qu'à celle d'un navire de 74 canons qui n'est cependant jamais construit.
Après la guerre, il devient constructeur naval à Philadelphie. Quand le Congrès vote la Naval Act of 1794, décidant la construction de six frégates, il est choisi pour en élaborer pour les plans. Il est désigné Naval Constructor le 28 juin 1794 et commence à travailler sur trois navires qui constituent les trois premiers navires conçus pour l'United States Navy. L'une de ses inspirations est la frégate South Carolina.
Le United States est construit par Humphreys à Philadelphie. Premier navire du groupe des « six frégates originelles de l'United States Navy », le bâtiment est lancé le 10 mai 1797. Ces navires, plus larges et plus rapides que les autres bâtiments similaires, constituent l'épine dorsale de la marine américaine durant la guerre de 1812.
Au total, les six frégates originelles sont à lui attribuer : l'United States, la Constellation, la USS Constitution, la Congress, la Chesapeake et la President. Seule la Constitution est encore à flot en 2014.

## Famille
Son oncle, Charles Humphreys, était membre du Congrès continental. Son fils, Samuel Humphreys, fut également architecte naval. Son petit fils, Andrew A. Humphreys, s'engagea dans l'Army et participa à la guerre de Sécession du côté de l'Union comme major général.

## Hommages
Deux navires furent nommés en son honneur : le destroyer USS Humphreys (DD-236) et le ravitailleur USNS Joshua Humphreys (T-AO-188).